# Mammillaria klissingiana
Espèce
Synonymes
- Mammillaria brauneana

Statut de conservation UICN

 LC  : Préoccupation mineure
Statut CITES
Mammillaria klissingiana est une espèce de plantes de la famille des cactus.
Elle est endémique des régions désertiques du Mexique.